# Évaluation des technologies de la santé
Pour les articles homonymes, voir ETS.
L'évaluation des technologies de la santé (ETS)  est un champ d'activité pluridisciplinaire qui vise à évaluer les médicaments, les dispositifs, les méthodes et les modes d’intervention utilisés pour la prévention, le diagnostic, le traitement de problèmes de santé, ou pour la réadaptation.